# Emoia loyaltiensis
Emoia loyaltiensis — вид сцинкоподібних ящірок родини сцинкових (Scincidae). Ендемік Новій Каледонії.

## Поширення і екологія
Emoia loyaltiensis мешкають на островах Маре і Ліфу і Тіга в групі островів Луайоте. Вони живуть у вологих тропічних лісах і чагарникових заростях, в прибережних лісах, трапляються на плантаціях. Зустрічаються на висоті до 150 м над рівнем моря. Ведуть денний, деревний спосіб життя. Шукають безхребетних на гілках і стовбурах дерев, ховаються під корою.

## Збереження
МСОП класифікує цей вид як вразливий. Emoia loyaltiensis загрожує хижацтво з боку інтродукованих кішок, щурів і мурах Wasmannia auropunctata.